# Вентрологія
Вентрологія (чревовіщання) (від лат. лат. venter — живіт і logos — слово) — жанр театру естради, заснований на  мистецтві говорити без артикуляції губ. 
Коли виступає вентролог, то у глядача виникає враження, що слова говорить не виконавець, а лялька чи кілька осіб. Якщо артист говорить за себе, то він артикулює губами. 
Уперше вентрологію згадав Платон у своїй «Республіці». Як тільки перший відомий вентролог Еврикл показав свій талант, то  жерці почали використовувати його для своїх цілей. В Афінах утворилася секта Евриклідів — послідовників Еврикла. Вважають що, жерці за допомогою вентрології імітували діалоги з богами, відповідаючи за них.